# Мякшин, Геннадий Александрович
Геннадий Александрович Мякшин (1922—2000) — старшина Рабоче-крестьянской Красной Армии, участник Великой Отечественной войны, Герой Советского Союза (1945).

## Биография
Геннадий Мякшин родился 27 января 1922 года в деревне Тереховской Тотемского уезда Вологодской губернии (ныне — Устьянского района Архангельской области). В 1926 году переехал в город Тотьма Вологодской области, где окончил семь классов школы и работал сначала в пожарной охране, затем трактористом. В 1941 году Мякшин был призван на службу в Рабоче-крестьянскую Красную Армию и направлен на фронт Великой Отечественной войны. Вскоре оказался в окружении, воевал в партизанском отряде до июля 1944 года.
К августу 1944 года старшина Геннадий Мякшин командовал отделением 5-й мотострелковой бригады 5-го танкового корпуса 2-го Прибалтийского фронта. Участвовал в сражениях на территории Латвийской ССР. 21 августа 1944 года к северо-западу от города Мадона он во главе разведгруппы добыл важные данные о противнике. Во время этой вылазки разведгруппа Мякшина столкнулась с превосходящим противником и успешно разгромила его. 22 августа — 7 сентября 1944 года отделение Мякшина в составе своего батальона участвовало в рейде по вражеским тылам. За это время он 12 раз находился в разведке, всякий раз добывая важные данные. В одном из боёв он вынес на себе получившего ранение командира взвода.
Указом Президиума Верховного Совета СССР от 24 марта 1945 года за «мужество, отвагу и героизм, проявленные в борьбе с немецкими захватчиками» старшина Геннадий Мякшин был удостоен высокого звания Героя Советского Союза с вручением ордена Ленина и медали «Золотая Звезда».
После окончания войны Мякшин был демобилизован. Проживал и работал в городе Опочка Псковской области. Умер 1 августа 2000 года.
Был также награждён двумя орденами Отечественной войны 1-й степени и рядом медалей.